# 小城之花正昭
小城之花正昭（1935年11月29日—2006年12月16日），原名小岩井正昭，日本佐賀縣小城郡三日月町出身的前大相撲力士，身高174cm、體重124kg，所屬的相撲部屋是出羽海部屋。最高位置是西關脇（1962年11月場所、1963年1月場所、3月場所）。

## 生涯
小岩井正昭生於農家，他父親是相撲愛好者也鼓勵他學習相撲。
他在16歲時加入出羽海部屋，在1952年1月初次比賽，在1957年11月晉級幕內級別。他在1967年5月引退並作為高崎親方留在部屋指導後輩。
他在2000年正式退休，他兩個兒子小城乃花昭和與小城錦康年也是相撲力士(也是出羽海部屋的親方)。
2006年12月16日17時50分，小城之花正昭因肝癌於東京都墨田區次子家中去世享年71歲。